# Gremlins
Gremlins er en amerikansk gyserkomedie fra 1984, skrevet af Chris Columbus og instrueret af Joe Dante. Historien følger en ung mand, der modtager et mærkelig væsen kaldet en mogwai som et kæledyr, som derefter gyder andre væsener, der omdannes til små, destruktive, onde monstre.
Filmen har Zach Galligan og Phoebe Cates i hovedrollerne, med Howie Mandel som stemme til Gizmo. Steven Spielberg var filmens udøvendeproducent, og filmen blev udgivet af filmselskabet Warner Bros.
Filmen blev efterfulgt af Gremlins 2: The New Batch i 1990, hvor Christopher Lee også optræder.